# Bundesverband Architekturfotografie

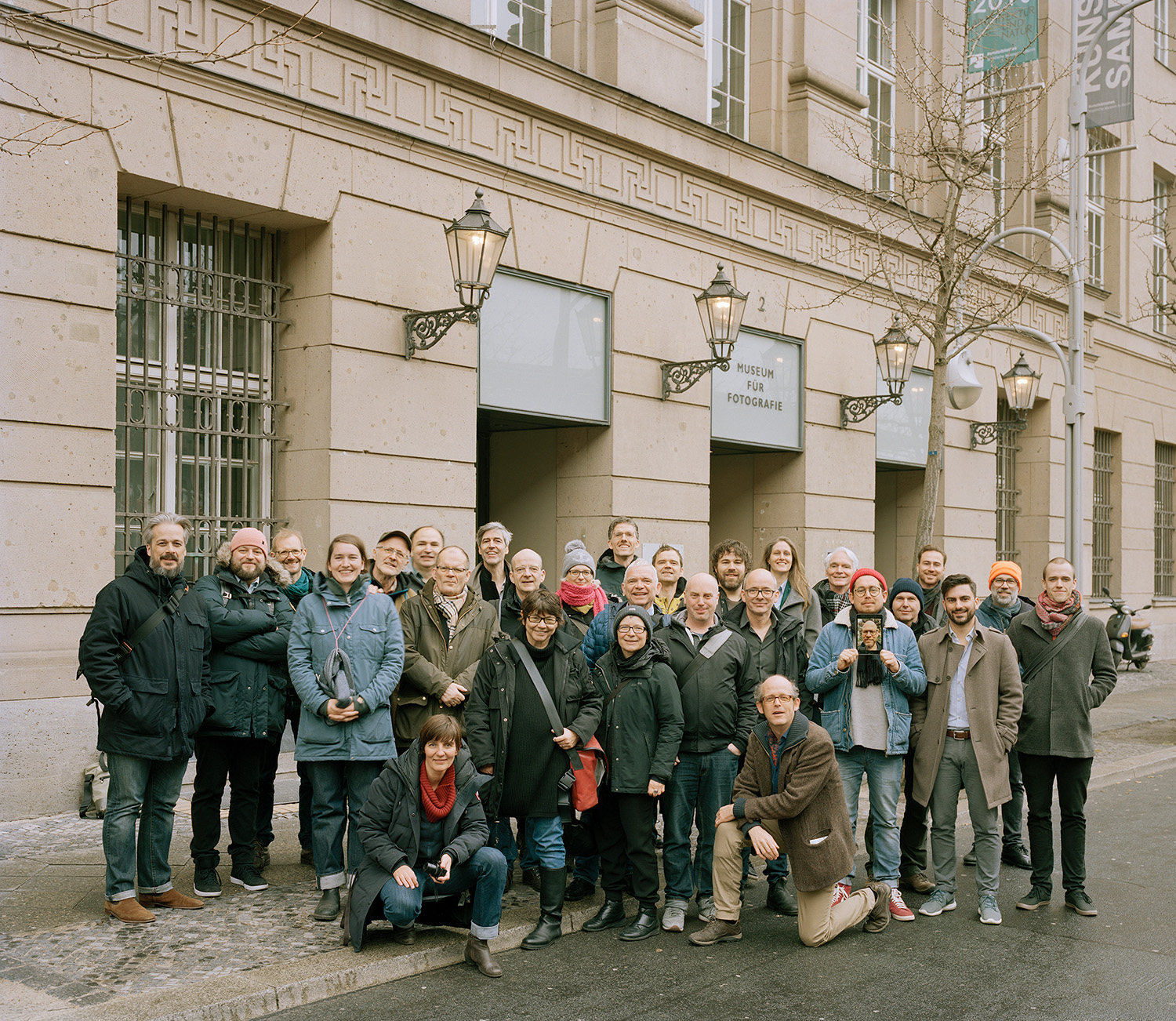
Gründungsveranstaltung Bundesverband Architekturfotografie (BVAF e.V.) am 23. März 2018 im Museum für Fotografie, Berlin. Foto: Dorfmüller Klier, Hamburg.

Der Bundesverband Architekturfotografie BVAF e. V. (BVAF) ist ein deutscher bundesweiter Verband von Berufsfotografen, welche auf Architekturfotografie spezialisiert sind. Der Hauptsitz befindet sich in Berlin. Gegründet wurde der Verein am 23. März 2018 ebenfalls in Berlin. Hervorgegangen ist der BVAF aus der „Interessengemeinschaft Deutsche Architekturfotografen“, welche als Zusammenschluss von Architekturfotografen aus der Bundesrepublik 2013 in Hamburg gegründet wurde. Zum gesetzlichen Auftrag des BVAF gehört es unter anderem die Architekturfotografie und ihr Ansehen zu fördern und den Wert des Bildes zu stärken. Der Verein nimmt Einfluss auf berufspolitische Ziele, ohne sich parteipolitisch zu betätigen.

## Ziele und Aufgaben
Die Ziele des Bundesverbandes Architekturfotografie sind: Den Wert des Bildes und das Ansehen der Architekturfotografie zu stärken, Kontakte zu knüpfen, in Austausch zu kommen und gemeinsame wirtschaftliche Interessen zu vertreten. Auf Anforderungen und Fragestellungen des sich stetig wandelnden Berufs soll gemeinsam reagiert und dessen Zukunft positiv und wertschöpfend mitgestaltet werden.
Zweck des Vereins ist die Förderung, Erhaltung und Vermittlung von Architekturfotografie, sowie die Wahrung der rechtlichen, kulturellen und ideellen Interessen von Architekturfotografen.
Der BVAF möchte den Arbeitsalltag von Architekten, Architekturfotografen und Bildnutzeren erleichtern und in den Geschäftsbeziehungen zwischen ihnen für mehr Rechtssicherheit sorgen. Im Speziellen zählt hierzu die Erarbeitung angemessener Vertragsregelungen und Vergütungssätze, aber auch die Sensibilisierung der Öffentlichkeit, der Auftraggeber und der Bildnutzer für den Wert professioneller Fotografie. Dies wird durch Veranstaltungen, Kooperationen mit anderen nationalen & internationalen Verbänden, durch Pressemitteilungen und die Herausgabe eigener Publikationen erreicht.
Erreicht wird dies durch einen stetigen Dialog mit anderen Verbänden und Institutionen wie beispielsweise den Architektenkammern, dem Bund Deutscher Architekten (BDA) oder dem Deutschen Architekturmuseum (DAM). Der Verband vermittelt in wirtschaftlichen, rechtlichen und politischen Fragen zur Architekturfotografie – für seine Mitglieder und für deren Kunden.

## Aufbau und Organisation
Der Verband ist ein eingetragener und gemeinnütziger Verein. Der Vorstand besteht aus Annika Feuss, Lennart Wiedemuth und Olaf Mahlstedt.
Es gibt verschiedene Regionalgruppen in ganz Deutschland. Die Vorstandsbeiräte sehen sich als  Mittler zwischen den Regionen und dem Bundesverband, vertreten durch den Vorstand.
Der Vorstand und die Vorstandsbeiräte sind ehrenamtlich tätig.
- Vorstandsbeirat der Region Hamburg: Thomas Nutt
- Vorstandsbeirat der Region Berlin: Marcus Ebener
- Vorstandsbeirat der Region Nordrhein-Westfalen: Stefan Schilling
- Vorstandsbeirat der Region Stuttgart: Nina Baisch
- Vorstandsbeirat der Region München: Julia Schambeck
- Vorstandsbeirat der Region Rhein-Main: Moritz Bernoully
- Vorstandsbeirat der Region Niedersachsen Bremen: Caspar Kessler

## Geschichte
Der Bundesverband Architekturfotografie ist aus der Interessengemeinschaft Deutsche Architekturfotografen hervorgegangen, die als Zusammenschluss von Architekturfotografen aus der Bundesrepublik 2013 in Hamburg gegründet wurde. Die Gründungsversammlung fand am 23. März 2018 im Museum für Fotografie SMB, Berlin, statt. Die Mitgliederzahl des Vereins beläuft sich auf 118 Personen. (Stand: 22. Dezember 2020)
Folgende Mitglieder gehören zu den Gründungsmitgliedern des Bundesverbands Architekturfotografie: Jan Bitter, Felix Borkenau, Marcus Bredt, Franz Brück, Fritz Brunier, Ralf Buscher, Markus Dorfmüller, Marcus Ebener, Andreas Gehrke, Bernadette Grimmenstein, Mila Hacke, Meike Hansen, Tobias Hein, Oliver Heinemann, David Hiepler, Jürgen Hohmuth, Werner Huthmacher, Christoph Janot, Aloys Kiefer, Philip Kistner, Johanna Klier, Hans-Joachim Krumnow, Linus Linter, Olaf Mahlstedt, Maximilian Meisse, Anke Müllerklein, Piet Niemann, Thomas Nutt, Simon Schnepp, Adrian Schulz, Ulrich Schwarz, Soenne, Daniel Sumesgutner, Martin Tervoort, Sabine Vielmo.

## Themenfelder
Der BVAF widmet sich vollumfänglich der Branche Fotografie und Architekturfotografie im Speziellen.

## Publikationen
- „Nutzungsrechte in der Architekturfotografie“ (Version 1.0 vom 20. Februar 2019), abzurufen über die Homepage des BVAF.

Ziel der Publikation soll es sein, den Arbeitsalltag von Architekten, Architekturfotografen und Bildnutzern zu erleichtern. Der BVAF stellt ein einheitliches Vokabular zur Verfügung, mit dessen Hilfe sich alle Beteiligten bei Fotoaufträgen und beim Erwerb von Nutzungsrechten verständigen können. Dazu sind die Nutzungsarten, die bei Architekturfotografien am häufigsten angefragt werden, in Gruppen zusammengestellt und inhaltlich definiert. Dabei lässt die Tabelle bewusst offen, welche Nutzungsrechte „üblicherweise“ bei einem Auftrag übertragen werden. Die Publikation stellt Nutzungsarten als Komponenten zur Verfügung, die individuell zusammengestellt werden können und soll damit eine Grundlage für die Bemessung des individuell festzusetzenden Honorars bieten.